# Aeroportul Challis
Aeroportul Challis (IATA: CHL, ICAO: KLLJ, FAA LID: LLJ) este un aeroport din Idaho, Statele Unite ale Americii.
Situat la o altitudine de 1.546 m, aeroportul dispune de 1 pistă.

## Infrastructură

### Piste
Aeroportul dispune de o singură pistă. Pista 16/34 are suprafața de asfalt și dimensiunile 4.600 picioare × 60 picioare. 